# 民權運動

馬丁·路德·金與其他非裔美國人民權運動領袖在林肯紀念堂向華盛頓進軍，攝於1963年8月28日。

民權運動，是一个广泛的世界性的法律之前人人平等，爭取平等公民權利的社會政治运动，它在1960年代發展在高峰。許多情形下它是非暴力抵抗的民众抵抗运动，有時會伴隨著骚乱、鎮壓甚至軍事政變。
在許多國家，民權運動的過程是漫長而脆弱的，而且許多民權運動實際上並沒有完全實現其目標，不過由於這些民權運動，也一致提昇了以前受壓迫群體的合理權益，受壓迫群體成立組織爭取並成功終止一些具歧視性的法律，包括種族歧視和性別歧視。民權運動不限於爭取保障少數族群、女性及LGBT的權益。